# Hydropsyche longindex
Hydropsyche longindex är en nattsländeart som beskrevs av Lazar Botosaneanu och Moubayed 1985. Hydropsyche longindex ingår i släktet Hydropsyche och familjen ryssjenattsländor. Inga underarter finns listade i Catalogue of Life.